# China Machado
Noelie Dasouza Machado, conosciuta come China Machado (Shanghai, 25 dicembre 1929 – Stony Brook, 18 dicembre 2016), è stata una modella e produttrice televisiva cinese, la prima persona non bianca ad apparire nella copertina di una rivista di moda americana nel febbraio del 1959.

## Biografia
Nacque a Shangai, in Cina, da padre portoghese nato a Macao e da madre proveniente da Goa, conosciutisi ad Hong Kong. Dopo la seconda guerra mondiale i suoi genitori si trasferirono in Argentina, in Perù ed in Spagna. All'età di 19 anni incontrò il torero spagnolo Luis Miguel Dominguín. Quando la loro relazione finì, China Machado si trasferì a Parigi e trovò un posto di lavoro come modella per Hubert de Givenchy.
Fu indicata come la modella più pagata d'Europa, guadagnando 1000 $ al giorno.
Lavorò per Harper's Bazaar's Senior Fashion Editor, dove diventò la direttrice di moda. Nel 1989 fu aggiunta alla lista delle migliori modelle del mondo.

## Vita personale
Nel 1957, sposò l'attore francese Martin LaSalle, da cui divorziò nel 1965.
Machado morì il 18 dicembre 2016, una settimana prima del suo 87º compleanno, allo Stony Brook University Hospital per arresto cardiaco.